# Kazuhito Tanaka
Kazuhito Tanaka (Wakayama, Japón, 16 de mayo de 1985) es un gimnasta artístico japonés, subcampeón olímpico en 2012 en el concurso por equipos, y subcampeón mundial en 2010 y 2011, también por equipos.

## 2009
En el Mundial de Londres 2009 gana el bronce en barras paralelas, tras los chinos Wang Guanyin y Fen Zhen.

## 2010
Gana la medalla de plata en el concurso por equipos del Mundial de Róterdam 2010. Japón queda tras China (oro) y delante de Alemania. Sus compañeros fueron: Kōhei Uchimura, Koji Yamamuro, Koji Uematsu, Kenya Kobayashi y Tatsuki Nakashima.

## 2011
En el Mundial de Tokio 2011 vuelve a ser plata por equipos, por detrás de China y delante de Estados Unidos. Sus compañeros son: Kenya Kobayashi, Koji Yamamuro, Makoto Okiguchi, Yusuke Tanaka y Kōhei Uchimura.

## 2012
En los JJ. OO. de Londres gana la plata por equipos; Japón queda tras China y por delante de Reino Unido. Sus compañeros de equipo son: Yusuke Tanaka, Kōhei Uchimura, Koji Yamamuro y Ryohei Kato.